# Taumatină

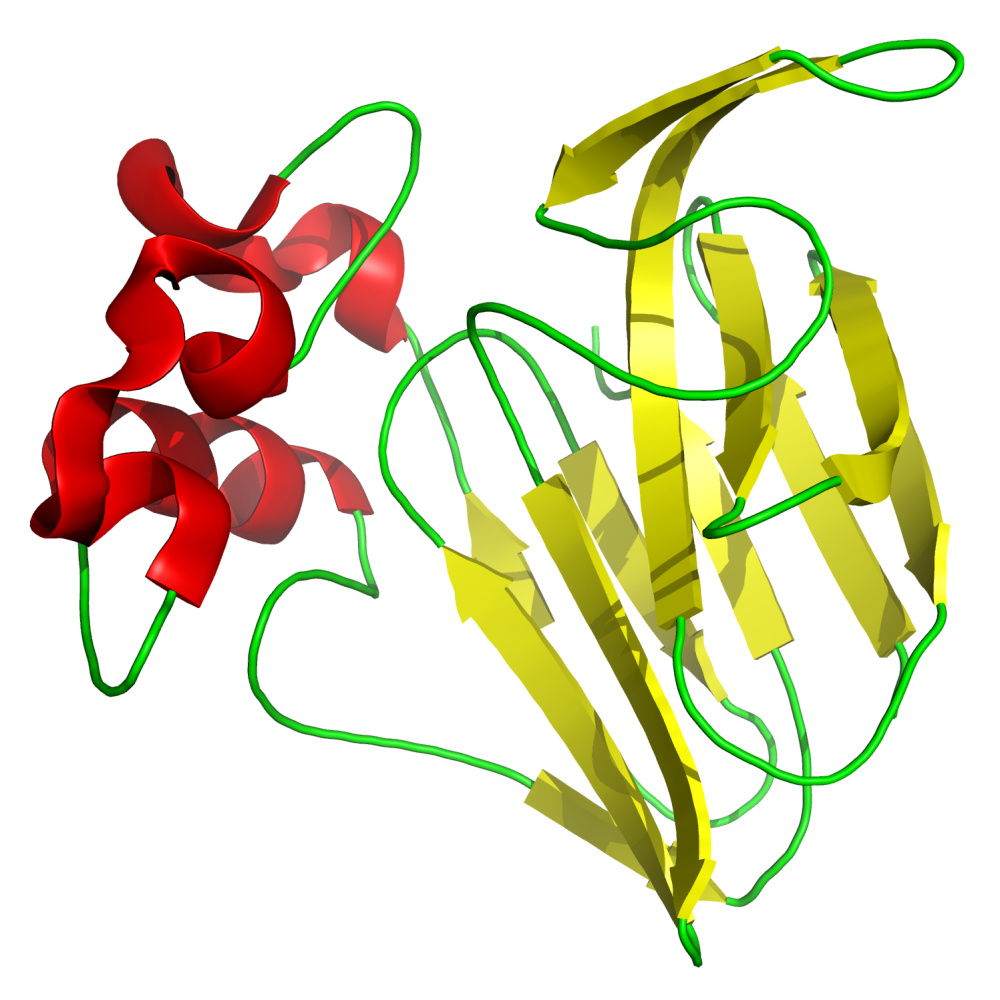
Structura taumatinei

Taumatina este o proteină cu gust foarte dulce și este utilizată ca îndulcitor. Ca aditiv alimentar, are numărul E E957. Este folosită și foarte mult pentru rolul său ca potențiator de aromă. Proteina este obținută din cojile semințelor fructului katemfe al speici Thaumatococcus daniellii, endemică din Africa de Vest.